# Whistle Pass
Der Whistle Pass (englisch für Pfiff-Pass) ist ein verschneiter Gebirgspass im Norden der Alexander-I.-Insel vor der Westküste der Antarktischen Halbinsel. Am Kopfende des Sullivan-Gletschers verläuft er auf rund 1050 m in nordost-südwestlicher Richtung und bietet einen Zugang zum oberen Abschnitt des Hampton-Gletschers.
Die Benennung erfolgte 1977 durch den British Antarctic Survey. Sein Name deutet die Schnelligkeit und das Vergnügen einer Schlittenfahrt über den steilen Abhang des Passes nach Südwesten zwischen hohen Kliffs an.